# Juan Antonio Iglesias Sánchez
Juan Antonio Iglesias Sánchez (Valladolid, Castilla y León, España, 3 de julio de 1998) conocido como Juan Iglesias, es un futbolista español. Juega de lateral derecho y su equipo actual es el Getafe C. F. de Primera División de España.

## Trayectoria
Juan Iglesias se formó en las categorías inferiores del Real Valladolid. Hizo su debut como profesional el 23 de agosto de 2015 como suplente en el partido Real Valladolid "B" - Cultural y Deportiva Leonesa en Segunda División B. El 2 de septiembre de 2017 ficha por el U. D. Logroñés "B". A partir de abril de 2018 comienza a jugar con el primer equipo consiguiendo posteriormente la titularidad.
El 18 de julio de 2019 ficha por el Getafe Club de Fútbol "B". Debuta con el primer equipo el 17 de diciembre de 2020 siendo titular en el partido de la copa del Rey contra el C.D. Anaitasuna. El 30 de diciembre de 2020 debuta siendo titular en Primera División de España en el partido Getafe C. F. - Atlético de Madrid.
En la temporada 2020-21 es promocionado a la plantilla del primer equipo.

## Estadísticas

### Clubes
Actualizado al último partido disputado el 4 de noviembre de 2024.
| Club                              | Div.          | Temporada     | Liga  | Liga  | Copas nacionales | Copas nacionales | Copas internacionales | Copas internacionales | Total | Total |
| Club                              | Div.          | Temporada     | Part. | Goles | Part.            | Goles            | Part.                 | Goles                 | Part. | Goles |
| --------------------------------- | ------------- | ------------- | ----- | ----- | ---------------- | ---------------- | --------------------- | --------------------- | ----- | ----- |
| Real Valladolid Promesas · España | 2.ª B         | 2016-17       | 11    | 0     | ―                | ―                | ―                     | ―                     | 11    | 0     |
| Real Valladolid Promesas · España | Total club    | Total club    | 11    | 0     | 0                | 0                | 0                     | 0                     | 11    | 0     |
| U. D. Logroñés "B" · España       | 3.ª           | 2017-18       | 30    | 5     | 0                | 0                | ―                     | ―                     | 30    | 5     |
| U. D. Logroñés "B" · España       | 3.ª           | 2018-19       | 2     | 0     | 0                | 0                | ―                     | ―                     | 2     | 0     |
| U. D. Logroñés "B" · España       | Total club    | Total club    | 32    | 5     | 0                | 0                | 0                     | 0                     | 32    | 5     |
| U. D. Logroñés · España           | 2.ª B         | 2017-18       | 2     | 0     | 0                | 0                | ―                     | ―                     | 2     | 0     |
| U. D. Logroñés · España           | 2.ª B         | 2018-19       | 37    | 0     | 2                | 0                | ―                     | ―                     | 39    | 0     |
| U. D. Logroñés · España           | Total club    | Total club    | 39    | 0     | 2                | 0                | 0                     | 0                     | 41    | 0     |
| Getafe C. F. "B" · España         | 2.ª B         | 2019-20       | 23    | 0     | ―                | ―                | ―                     | ―                     | 23    | 0     |
| Getafe C. F. "B" · España         | 2.ª B         | 2020-21       | 15    | 0     | ―                | ―                | ―                     | ―                     | 15    | 0     |
| Getafe C. F. "B" · España         | Total club    | Total club    | 38    | 0     | 0                | 0                | 0                     | 0                     | 38    | 0     |
| Getafe C. F. · España             | 1.ª           | 2020-21       | 10    | 0     | 2                | 0                | ―                     | ―                     | 12    | 0     |
| Getafe C. F. · España             | 1.ª           | 2021-22       | 20    | 0     | 2                | 0                | ―                     | ―                     | 22    | 0     |
| Getafe C. F. · España             | 1.ª           | 2022-23       | 32    | 1     | 3                | 0                | —                     | —                     | 35    | 1     |
| Getafe C. F. · España             | 1.ª           | 2023-24       | 23    | 0     | 3                | 0                | —                     | —                     | 26    | 0     |
| Getafe C. F. · España             | 1.ª           | 2024-25       | 12    | 0     | 0                | 0                | ―                     | ―                     | 12    | 0     |
| Getafe C. F. · España             | Total club    | Total club    | 97    | 1     | 10               | 0                | 0                     | 0                     | 107   | 1     |
| Total carrera                     | Total carrera | Total carrera | 217   | 6     | 12               | 0                | 0                     | 0                     | 229   | 6     |